# Oscinella rutila
Oscinella rutila är en tvåvingeart som beskrevs av Oswald Duda 1934. Oscinella rutila ingår i släktet Oscinella och familjen fritflugor. Inga underarter finns listade i Catalogue of Life.